# Chilocremastis castanias
Chilocremastis castanias är en fjärilsart som beskrevs av Edward Meyrick 1934. Chilocremastis castanias ingår i släktet Chilocremastis och familjen mott. Inga underarter finns listade i Catalogue of Life.